# Tatsuta Maru
Tatsuta Maru (jap. 龍田丸) – japoński statek pasażersko-towarowy, należący do Nippon Yūsen (NYK). Został zbudowany w latach 1927–1929 przez Mitsubishi Shipbuilding & Engineering Co. w Nagasaki, w Japonii. Nazwa statku pochodzi od Tatsuta Jinja (龍田神社), ważnego chramu shintō w prefekturze Nara.

## Przeszłość
„Tatsuta Maru” i jego siostrzane statki „Asama Maru” i „Chichibu Maru” zostały zbudowane na potrzeby pierwszych, szybkich (codwutygodniowych) rejsów przez Pacyfik, rozpoczętych jesienią 1929 roku. 
NYK, reklamując te statki, charakteryzowała je jako „królowe morza”. Do głównych obsługiwanych portów należały: Hongkong, Szanghaj, Kobe, Jokohama, Honolulu, Los Angeles i San Francisco. Podróż z Jokohamy do San Francisco trwała zazwyczaj 15 dni, z taryfami zaczynającymi się od 190 dolarów w drugiej klasie i 315 dolarów w pierwszej klasie.

## Szczegóły
Statek o pojemności 16 975 ton miał długość 178 m i szerokość całkowitą o długości 22 m (71 stóp). Posiadał cztery silniki wysokoprężne Mitsubishi-Sulzer, dwa kominy, dwa maszty, cztery śruby i prędkość serwisową 21 węzłów. Faktycznie potrzebny był tylko jeden komin, drugi dodano ze względu na wygląd.
„Tatsuta Maru” zapewniał miejsca dla 222 pasażerów pierwszej klasy, 96 – drugiej i 504 – trzeciej. Załoga liczyła 330 osób.
Statek został zbudowany w stoczni nr 451 Mitsubishi Shipbuilding & Engineering Co. w Nagasaki i zwodowany 12 kwietnia 1929 roku. Kiedy był już prawie ukończony, został mocno uszkodzony przez pożar 7 lutego 1930 roku. Zniszczenia zostały szybko naprawione i budowa została wkrótce ukończona.

## Służba cywilna
„Tatsuta Maru” odbył swój dziewiczy rejs, żeglugę z Jokohamy do San Francisco, w dniu 15 marca 1930 r.. Po tym zaczęto organizować regularne usługi transportu przez Pacyfik, przez Honolulu. W październiku 1931 roku przewiózł do Japonii członków zespołów Major League Baseball, w tym Babe'a Rutha i Lou Gehriga, na japońsko-amerykański mecz towarzyski. W dniu 12 listopada 1936 roku został pierwszą cywilną jednostką mającą możliwość przepłynięcia pod mostem zatoki San Francisco-Oakland, najdłuższym w tamtym czasie na świecie.
W 1938 roku transkrypcja nazwy statku została zmieniona na „Tatuta Maru” (taka sama wymowa) zgodnie z ówczesnymi zasadami zapisu.
W styczniu 1940 roku „Tatuta Maru” miał przewieźć 512 marynarzy z transportu niemieckiego SS „Columbus”, którzy zostali internowani w Stanach Zjednoczonych po tym, jak uciekli ze statku, zamiast oddać się w ręce Brytyjczyków. Jednak z powodu nacisków politycznych wywieranych na rząd amerykański nie pozwolono im wejść na pokład. W czerwcu tego samego roku statek przybył do San Francisco z 40 żydowskimi uchodźcami z Rosji, Austrii, Niemiec i Norwegii, którym udało się dotrzeć do Japonii przez Syberię.
W dniu 20 marca 1941 roku na pokładzie „Tatuta Maru” przybył do San Francisco pułkownik Hideo Iwakuro wysłany przez premiera Hideki Tōjō do pomocy ambasadorowi, admirałowi Kichisaburō Nomurze, w negocjacjach ze Stanami Zjednoczonymi. 
26 lipca prezydent Franklin D. Roosevelt podpisał rozporządzenie wykonawcze dot. przejęcia japońskich aktywów w Stanach Zjednoczonych w odwecie za inwazję Japonii na Indochiny Francuskie. „Tatuta Maru” był wówczas w San Francisco, a władze amerykańskie skonfiskowały od Yokohama Specie Bank (Yokohama Shōkin Ginkō) ponad dziewięć milionów dolarów w obligacjach. 
30 lipca rząd amerykański przyznał „Tatuta Maru” licencję na zakup oleju opałowego w ilości niezbędnej na rejs do Japonii. Był to ostatni oficjalny eksport ropy z USA do Japonii przed rozpoczęciem II wojny światowej. W podróży powrotnej do Japonii załoga statku zmagała się z zatruciem pokarmowym, które dotknęło 125 pasażerów, z czego ośmiu zmarło. Jednym z chorych był Susumu Nikaidō, powojenny polityk i wiceprzewodniczący Partii Liberalno-Demokratycznej. Incydent był tematem eseju pt.: Tatsuta Maru no chūdoku jiken („Sprawa zatrucia na 'Tatsuta Maru'”) pisarki Yuriko Miyamoto. Został on opublikowany w Katei Shimbun („Gazecie Domowej”) 21 sierpnia 1941 roku.  
30 sierpnia „Tatuta Maru” przetransportował do Szanghaju 349 uchodźców, polskich Żydów, którzy przybyli przez Syberię do Kobe w Japonii, dzięki „akcji wizowej” japońskiego konsula w Kownie, Chiune Sugihara. 
W dniu 15 października, w porozumieniu z rządem japońskim, „Tatuta Maru” został tymczasowo wyznaczony do wymiany dyplomatycznej i został wykorzystany do repatriacji 608 alianckich obywateli do Stanów Zjednoczonych. Płynąc w całkowitej ciszy radiowej, 30 października przybył do San Francisco i po wejściu na pokład 860 obywateli Japonii, 14 listopada powrócił do Jokohamy przez Honolulu. Była to ostatnia podróż cywilna pomiędzy Japonią a Stanami Zjednoczonymi przed atakiem japońskim na Pearl Harbor. Statek wypłynął z Jokohamy 2 grudnia, rzekomo w drugim rejsie repatriacyjnym, aby przywieźć Japończyków z Meksyku. Rejs ten był jednak mistyfikacją. 6 grudnia kapitan otworzył zapieczętowane rozkazy, które nakazały mu obranie kursu powrotnego. Niedługo po powrocie do Jokohamy statek został zarekwirowany przez Cesarską Marynarkę Wojenną Wielkiej Japonii.

## Służba wojskowa

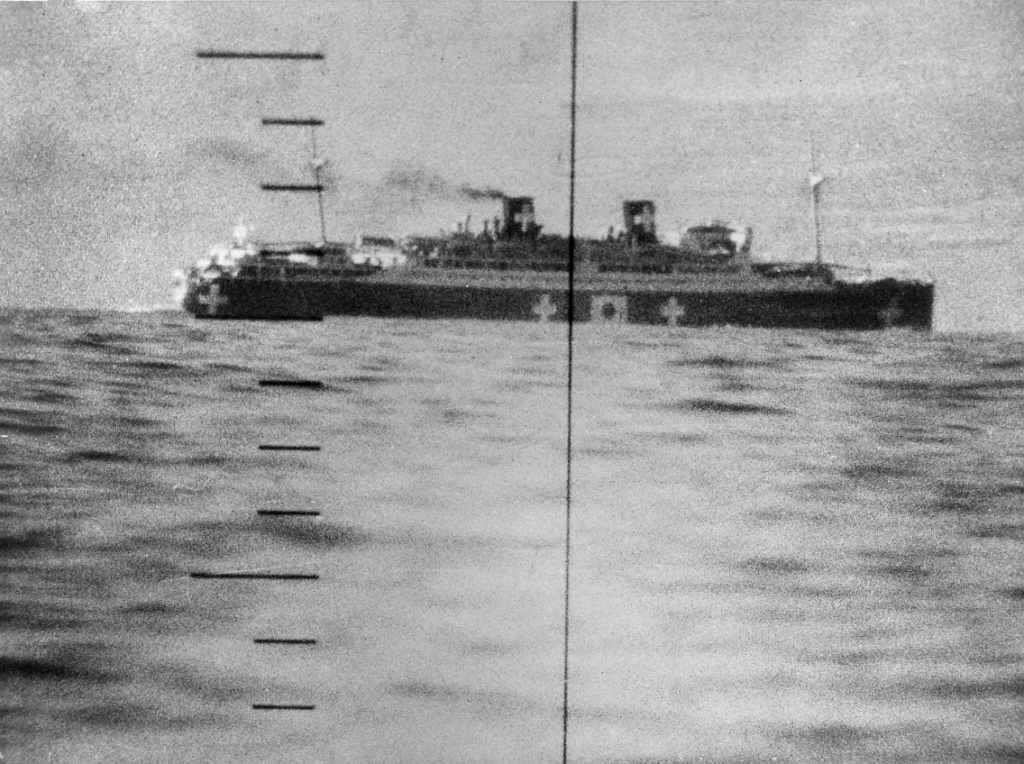
„Tatsuta Maru” jako statek repatriacyjny płynie do Jokohamy (widziany przez peryskop USS Kingfish (SS-234) w październiku 1942 r.)

Na początku 1942 roku „Tatuta Maru” odbył kilka rejsów pomiędzy Japonią, Filipinami i Borneo jako transportowiec. W lipcu 1942 roku „Tatuta Maru” został ponownie wyznaczony na statek wymiany dyplomatycznej i użyty do repatriacji przedwojennych sztabów dyplomatycznych Japonii i państw alianckich. Opuścił Jokohamę wraz z brytyjskim ambasadorem, Robertem Craigie, i 60 innymi brytyjskimi dyplomatami i członkami innych delegacji dyplomatycznych i cywilów. Po dotarciu do Szanghaju i Singapuru, przyjął znacznie więcej repatriantów, dzięki czemu, gdy 27 sierpnia dotarł do Maputo w Portugalskiej Afryce Wschodniej, przetransportował ponad 1000 cywilów. Wymieniono ich na japońskich cywilów, dyplomatów i paczki Czerwonego Krzyża dla brytyjskich jeńców wojennych, będących w rękach Japończyków. Po powrocie do Japonii, został ponownie wysłany jako okręt wojskowy, zabierając ludzi i zaopatrzenie z Japonii do różnych miejsc w Azji Południowo-Wschodniej.
19 stycznia 1943 roku został przydzielony do przewozu 1180 alianckich jeńców wojennych, głównie Kanadyjczyków, z Hongkongu do Nagasaki. Więźniów było tak wielu, że nie było dla nich miejsca do położenia się. Z tego powodu „Tatuta Maru” zyskał miano „piekielnego statku”.
W dniu 8 lutego 1943 roku „Tatsuta Maru” opuścił okręg morski Yokosuka w towarzystwie niszczyciela „Yamagumo”. Statki zostały zauważone przez amerykański okręt podwodny USS „Tarpon” 42 mile na wschód od wyspy Mikura w archipelagu Izu. Po trafieniu czterema torpedami, „Tatuta Maru” zatonął, tracąc 1223 żołnierzy i pasażerów oraz 198 członków załogi. Ponieważ zatonięcie nastąpiło w nocy podczas wichury, „Yamagumo” nie znalazł żadnych ocalałych.